# Cantone di Terre-Natale
Il Cantone di Terre-Natale era una divisione amministrativa dell'Arrondissement di Langres.
La sua denominazione derivava da quella del comune omonimo, nato dall'unione dei comuni di Chézeaux, Champigny-sous-Varennes e Varennes-sur-Amance, istituito nel 1972 e in seguito nuovamente suddiviso nelle tre realtà originarie.
A seguito della riforma approvata con decreto del 17 febbraio 2014, che ha avuto attuazione dopo le elezioni dipartimentali del 2015, è stato soppresso.

## Composizione
Comprendeva 13 comuni:
- Arbigny-sous-Varennes
- Celles-en-Bassigny
- Champigny-sous-Varennes
- Chézeaux
- Coiffy-le-Bas
- Haute-Amance
- Laneuvelle
- Lavernoy
- Marcilly-en-Bassigny
- Plesnoy
- Rançonnières
- Varennes-sur-Amance
- Vicq